# Prochiloneurus comperei
Prochiloneurus comperei är en stekelart som beskrevs av Gennaro Viggiani 1970. Prochiloneurus comperei ingår i släktet Prochiloneurus och familjen sköldlussteklar. Inga underarter finns listade i Catalogue of Life.